# Spilosoma elongata
Spilosoma elongata är en fjärilsart som beskrevs av Rothschild 1914. Spilosoma elongata ingår i släktet Spilosoma och familjen björnspinnare. Inga underarter finns listade i Catalogue of Life.